# Сагјер Карерас
Кајетано Сагјер Карерас био је парагвајски фудбалски нападач који је играо за Парагвај на ФИФА-ином светском првенству 1930. Играо је и за клуб Спортиво Лукењо .